# Huntsville (Texas)
Pour les articles homonymes, voir Huntsville.
La ville américaine de Huntsville est le siège du comté de Walker, dans l’État du Texas. Lors du recensement de 2010, sa population s’élevait à 38 548 habitants.

## Histoire
La ville est fondée vers 1836, quand Pleasant et Ephraim Gray ouvrirent un poste de traite à cet endroit. Ephraim Gray devint le premier chef du bureau de poste de la ville en 1837, la nommant d'après son ancienne ville Huntsville dans le comté de Madison, en Alabama.
Huntsville devint la ville de Sam Houston (1793-1863), ancien président de la république du Texas, gouverneur du Texas, gouverneur du Tennessee, et sénateur américain. Le général Houston mena l'armée du Texas dans la bataille de San Jacinto. Deux de ses maisons (dont la Steamboat House), sa tombe et le Sam Houston Memorial Museum se trouvent à Hunstville ainsi qu'une statue d'une vingtaine de mètres à son effigie, visible depuis l'autoroute. L'université de la ville porte son nom.
Huntsville est aussi la ville de Samuel Walker Houston (1864-1945), un pionnier afro-américain dans l'éducation. Né esclave, fils de Joshua Houston, un esclave appartenant à Sam Houston. Samuel W. Houston fonda la Galilee Community School en 1907 qui deviendra plus tard le Houstonian Normal and Industrial Institute, dans le comté de Walker.

## Géographie
La ville est située dans l'est du Texas, entre Houston et Dallas, sur l'Interstate 45 qui relie les deux grandes cités texanes.
Le lac Oolooteka est situé à Huntsville.

## Administration pénitentiaire

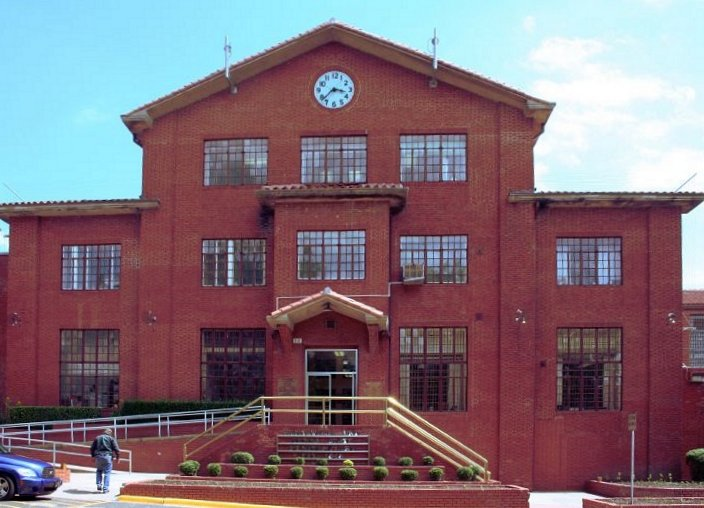
Huntsville Unit.

Huntsville est le siège du Texas Department of Criminal Justice, l'Administration pénitentiaire du Texas. Huntsville Unit est la seule prison habilitée à appliquer la peine de mort au Texas, la chambre d'exécution où est pratiquée l'injection létale s'y trouve donc,,.
La ville est aussi célèbre pour son pénitencier de Ellis One Unit, situé à 19 km au nord, qui abrita le couloir de la mort des hommes pour le Texas de 1965 à 1999 avant le transfert de celui-ci au Allan B. Polunsky Unit qui se trouve à une cinquantaine de kilomètres à l'est. Les condamnés ne sont transférés depuis cet établissement vers Huntsville Unit qu'une fois leur ordre d'exécution signé par le juge (et non le gouverneur).
La ville vit principalement de l'administration pénitentiaire avec 15 000 prisonniers répartis dans sept établissements différents (en 2008, deux autres sont en projet) et près de 5 000 gardiens pour environ 35 000 habitants (en comptant les prisonniers), ce qui lui vaut le surnom de « Prison City ». Une famille d'Huntsville sur deux a un de ses membres qui travaille pour l'administration pénitentiaire locale qui gère également 100 000 personnes en liberté conditionnelle et plus de 300 000 en liberté surveillée.
L'évasion en 1998 de Martin Gurule du quartier des condamnés à mort de la prison d'Ellis (il fut retrouvé mort quelques jours plus tard) était la première depuis celle en 1934 de Raymond Hamilton, l'un des compagnons de Clyde Barrow et Bonnie Parker,. Hamilton avait été rattrapé et exécuté sur la chaise électrique.